# John Benitez
John Benitez, detto Jellybean (New York, 7 novembre 1957), è un musicista, produttore discografico e disc jockey statunitense di origine portoricana, ricordato per aver collaborato con innumerevoli artisti come Madonna, Whitney Houston, Michael Jackson, Talking Heads, Fleetwood Mac, Billy Joel e The Pointer Sisters.

## Biografia

### Gioventù
Benitez nacque da genitori originari di Porto Rico che si erano trasferiti nel Bronx (New York) durante gli anni cinquanta. Il futuro artista si appassionò di musica ascoltando i dischi della sorella Debbie, che soprannominava lui "Jellybean". Questo nomignolo verrà in seguito utilizzato come alias dall'artista, ed era ispirato alla frase ricorrente Know what I mean, Jellybean? ("sai cosa intendo, jellybean?") e in quanto le iniziali di "John Benitez" sono "J" e "B".
Benitez frequentò la De Witt Clinton High School e la John F. Kennedy High School senza però diplomarsi mentre, nel 1975, si trasferì a Manhattan e nel 1980 si iscrisse al Bronx Community College, dove studiò strategie di marketing e commercio. Nel frattempo, dopo essersi interessato al mondo dei club e delle discoteche, Benitez aveva trovato lavorò in qualità di DJ presso alcune discoteche della città come la Experiment 4 & Electric Circus, la Hurrah, la Xenon, la Paradise Garage, la Studio 54 e la Funhouse, di cui divenne il DJ residente nel 1981. Inoltre si occupava di un programma radiofonico dedicato alla musica dance trasmesso durante il fine settimana su WKTU.

### Successo
Durante gli anni ottanta, Benitez remixò brani di artisti come Jimmy Spicer (The Bubble Bunch), Rockers Revenge (Walking on Sunshine), Afrika Bambaataa (Planet Rock), Madonna (Burning Up, Borderline, Holiday e Lucky Star) e quelli di Stephen Bray dei Breakfast Club.
Usando l'alias Jellybean, Benitez pubblicò in proprio dei singoli che raggiunsero le posizioni più alte della Hot Dance Club Play americana (tre dei quali destinati a raggiungere il primo posto) e delle classifiche britanniche. La sua The Mexican (1984), una cover in chiave elettronica della canzone dei Babe Ruth in cui figura la cantante della band inglese Janita Haan, viene considerata una pietra d'angolo dell'electro-hip hop. Altri successi degni di nota dell'artista americano sono Sidewalk Talk (1984), scritto da Madonna e con la partecipazione della cantante Catherine Buchanan, e Who Found Who (1987), con Elisa Fiorillo. Altri artisti che prestarono la loro voce nelle tracce di Jellybean includono Adele Bertei, Richard Darbyshire e Niki Haris.
Nel 1995 l'artista fondò l'etichetta discografica H.O.L.A., che promuoveva artisti rap e R&B madrelingua inglese e spagnola come i Voices of Theory. La H.O.L.A. chiuderà i battenti anni più tardi.

### Nuovo millennio
Nel 2005 Benitez venne inserito nella Dance Music Hall of Fame.
Dal 2011 Benitez è il produttore esecutivo di Studio 54 Radio.
Nel dicembre 2016 la rivista Billboard inserì Benitez al novantanovesimo posto della sua classifica degli artisti dance più influenti di tutti i tempi.
Oggi Benitez è un quotato deejay ed è proprietario della Jellybean Productions, della Jellybean Soul e del Jellybean Music Group.

## Vita privata
Durante i primi anni ottanta, Benitez ebbe una relazione amorosa con Madonna che perdurò per due anni. L'artista aveva fatto la conoscenza della cantante collaborando con Stephen Bray, che era un membro dell'entourage della cantante. In seguito, Benitez sposò la modella Carolyn Effer e dalla loro unione nacquero Layla e Reya Benitez, che divenne una modella e disc jockey. Successivamente, Benitez ed Effer divorziarono.

## Discografia parziale

### Album in studio
- 1984 – Wotupski!?!
- 1987 – Just Visiting This Planet
- 1988 – Jellybean Rocks the House
- 1991 – Spillin' the Beans
- 2010 – A Celebration in Sound

### Singoli
- 1984 – The Mexican
- 1984 – Sidewalk Talk
- 1987 – Who Found Who (con Elisa Fiorillo)
- 1987 – The Real Thing (con Steven Dante)
- 1987 –  Jingo
- 1988 – Just a Mirage (con Adele Bertei)
- 1988 – Coming Back for More (con Richard Darbyshire)
- 1991 – What's It Gonna Be (con Niki Haris)
- 1991 – Spillin' the Beans
- 2006 – New York House (con Marlon D.)